# Manfred N. Geist
Manfred Norbert Geist (* 6. Mai 1926 in Mannheim; † 26. August 2002 in Heidelberg) war ein deutscher Wirtschaftswissenschaftler.

## Leben
Geist, Schüler von Curt Sandig, war Professor und von 1963 bis 1981 Leiter des Seminars für Absatzwirtschaft an der Universität Mannheim. Er lehrte und schrieb mit Praxisbezug. Seine Arbeiten, insbesondere seine Habilitationsschrift zur Selektiven Absatzpolitik (Absatzsegmentrechnung), trugen zum Durchbruch der Deckungsbeitragsrechnung im deutschsprachigen Raum bei.
Als geschäftsführender Gesellschafter der gemeinnützigen Bumiller-Raab-Haus GmbH setzte er sich von 1981 bis zu einem Tode für die Belange der Stiftung ein. Geist war Mitglied des Corps Rheno-Nicaria Mannheim.

## Schriften (als Autor und Herausgeber)
- Analyse und Politik des Wettbewerbs im Absatzmarkt in betriebswirtschaftlicher Sicht, 1954.
- Methoden der Budgetkontrolle – Rationelle Absatzpolitik, 1960.
- Die Entscheidungen im Vertrieb, abgeleitet aus absatzpolitischen Leitmaximen und der Vertriebskostenanalyse in amerikanischen Unternehmungen, 1961.
- Erfolgskontrolle der Absatzwege: Zwei Fälle der Vertriebskostenanalyse, 1962.
- Selektive Absatzpolitik auf der Grundlage der Absatzsegmentrechnung, 1963.
- Erfolgskontrolle der Verkaufsbezirke, 1965.
- Erfolgskontrolle der Auftragsgrößen, 1967.
- Erfolgskontrolle des Verkaufsprogramms, 1968.
- Die Führung des Betriebs. Herrn Prof. Dr. Dr. h. c. Curt Sandig zu seinem 80. Geburtstag gewidmet, 1981.
- Die Führung des Betriebes, 1999.
- Vom Markt des Betriebs zur Betriebswirtschaftspolitik, 1999.